# Bachelor of Sacred Theology
Il Baccalaureato in Teologia (Bachelor in Sacra Teologia, in latino Sacræ Theologiæ Baccalaureus o Baccalaureatus in Theologia; abbreviato S.T.B.) è un titolo accademico in teologia, offerto da alcune università pontificie. A volte viene offerto come diploma di specializzazione post laurea, per gli studenti che hanno già completato un B.A. (Bachelor of Arts) o altra laurea di primo livello; può anche essere offerto come una "laurea ecclesiastica", concessa direttamente dalla gerarchia della Chiesa dopo aver completato gli studi in aggiunta a quelli necessari per una laurea civile, ma che sono necessari per l'ordinazione.
All'interno della Chiesa cattolica, l'S.T.B. è il primo dei tre titoli ecclesiastici in teologia (il secondo e il terzo sono la Licenza in Teologia Licentiate of Sacred Theology e il Dottorato in Teologia Doctor of Sacred Theology) e come tale è conferito dalle facoltà pontificie sotto l'autorità della Santa Sede. È assegnata al completamento del primo ciclo, un corso di tre anni di studi che mira ad una competenza completa in teologia.
Mentre l'accettazione di un corso di S.T.B richiede sempre almeno due precedenti anni di studi universitari in filosofia, insieme alla conoscenza del latino e del greco, negli Stati Uniti è generalmente richiesto un completo corso di laurea per l'ammissione. Corrisponde al livello accademico di un Master of Divinity (M.Div.), anche se l'S.T.B. ha una finalità più accademica, mentre il Master of Divinity una finalità più pastorale, cioè maggiormente dedicata al clero:  per questo i due titoli a volte sono concessi insieme.
Atenei che offrono il titolo accademico di bachelor in teologia sacra comprendono la Katholieke Universiteit Leuven (Belgio), l'Università Cattolica d'America e l'Università di Tilburg (Paesi Bassi).